# Airbus Helicopters H215M
Airbus Helicopters H215M (ранее Eurocopter AS532 Cougar) — двухдвигательный средний многоцелевой вертолет, разработанный компанией Eurocopter.
AS532 представляет собой развитие и модернизацию самолета Aérospatiale SA 330 Puma в его военном варианте. Его гражданским аналогом является Eurocopter AS332 Super Puma (позже названный Airbus Helicopters H215, обращает на себя внимание отсутствие суффикса M). AS532 получил дальнейшее развитие в виде вертолёта Eurocopter EC725 Caracal (в настоящее время Airbus Helicopters H225M).

## Конструкция и дальнейшее развитие
AS332 Super Puma, разработанный как улучшенный и модернизированный вариант для замены SA 330 Puma, впервые поднялся в воздух в сентябре 1977 года. Он был оснащен двумя турбовальными двигателями Turbomeca Makila 1A1 мощностью 1330 кВт, лопастями несущего винта, изготовленными из композитных материалов, улучшенным и доработанным шасси и модифицированным хвостовым оперением.
В 1990 году все военные обозначения «Супер Пума» были изменены с «AS 332» на «AS 532 Cougar», чтобы различать гражданский и военный варианты вертолета.
Канада рассматривала возможность приобретения вертолёты Cougar для замены парка своих Boeing Vertol CH-46 Sea Knight, но в конечном итоге решила приобрести вертолёты AgustaWestland CH-149 Cormorant. В 2012 году Франция начала проект стоимостью 288,8 млн евро (11,1 млн евро за единицу) по модернизации 23 армейских вертолетов Cougar и 3 вертолетов принадлежащих ВКС Франции для решения проблем общего устаревания систем и установки модернизированных комплектов авионики на эти вертолеты.

## Варианты
AS532 Cougar Mk I UC

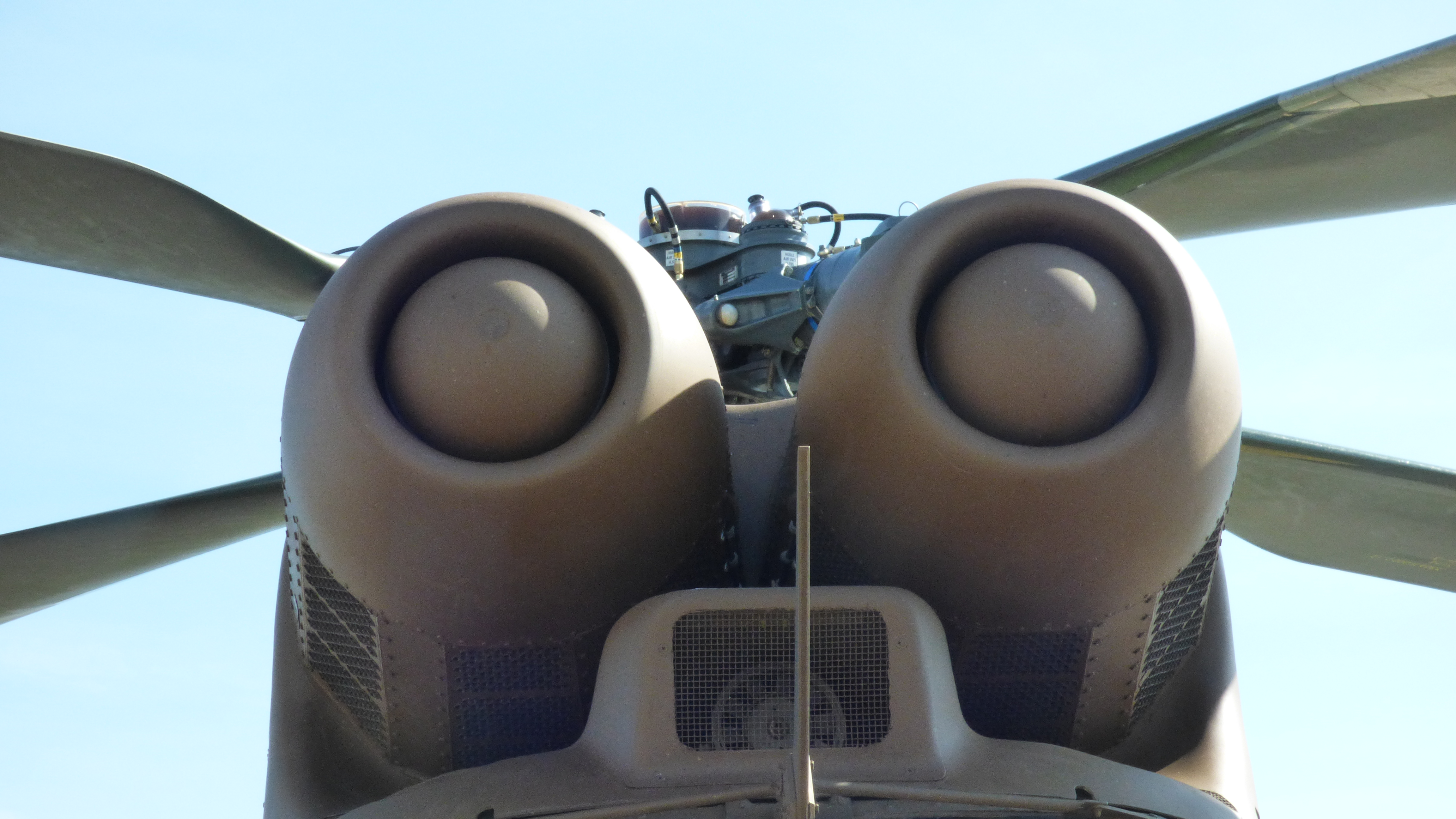
Пара двигателей Turbomeca Makila 1A1 вертолета Airbus Helicopters H215M

Базовая версия с коротким фюзеляжем (AS.332B), многоцелевой вертолёт с возможностью установки противотанкового вооружения.
AS532 Cougar Mk I AC
Вооруженная версия Mk I UC. Вооружение включает в себя автоматическую пушку установленную на борту, 20-мм пушки в контейнерах, пусковые установки для 68-ми миллиметровых неуправляемых авиационных ракет.
AS532 Cougar Mk I EU
Тактический многоцелевой или транспортный вертолёт с удлиненным фюзеляжем (AS.332M), способный перевозить до 25 человек.
AS532 Cougar Mk I UL
Аналогичен Mk I EU, но может быть трансформирован либо в вертолёт санитарной авиации (6 носилок и 10 сидячих пассажиров) либо в вертолёт с установленной системой наблюдения за полем боя Horizon (Hélicoptère d'observation radar et d'investigation sur zone). Эта система, появившаяся в 1990 году в рамках программы Orchidée, позволяет вертолету, летящему над зоной боевых действий на высоте 4000 м, отслеживать перемещения вражеской техники в радиусе 200 км благодаря радару Thomson-CSF (Thales), расположенному под задней частью фюзеляжа, и использованию наземной приемной станции. Командование Французской армейской авиации закупила 4 Cougar Mk I UL/Horizon и 2 приемные станции, которые были поставлены в 1997/1999 годах.
AS532 Cougar Mk I AL
Вооруженная версия Mk I UL.
AS532 Cougar Mk I SC
Военно-морская версия (AS.332F), способная атаковать надводные корабли ракетами AM.39 Exocet, вести противолодочную борьбу с использованием гидролокаторов и глубинных бомб или торпед. Также данный вариант вертолета может использоваться поисково-спасательного для миссий в открытом море.
AS532 Cougar Mk II U2

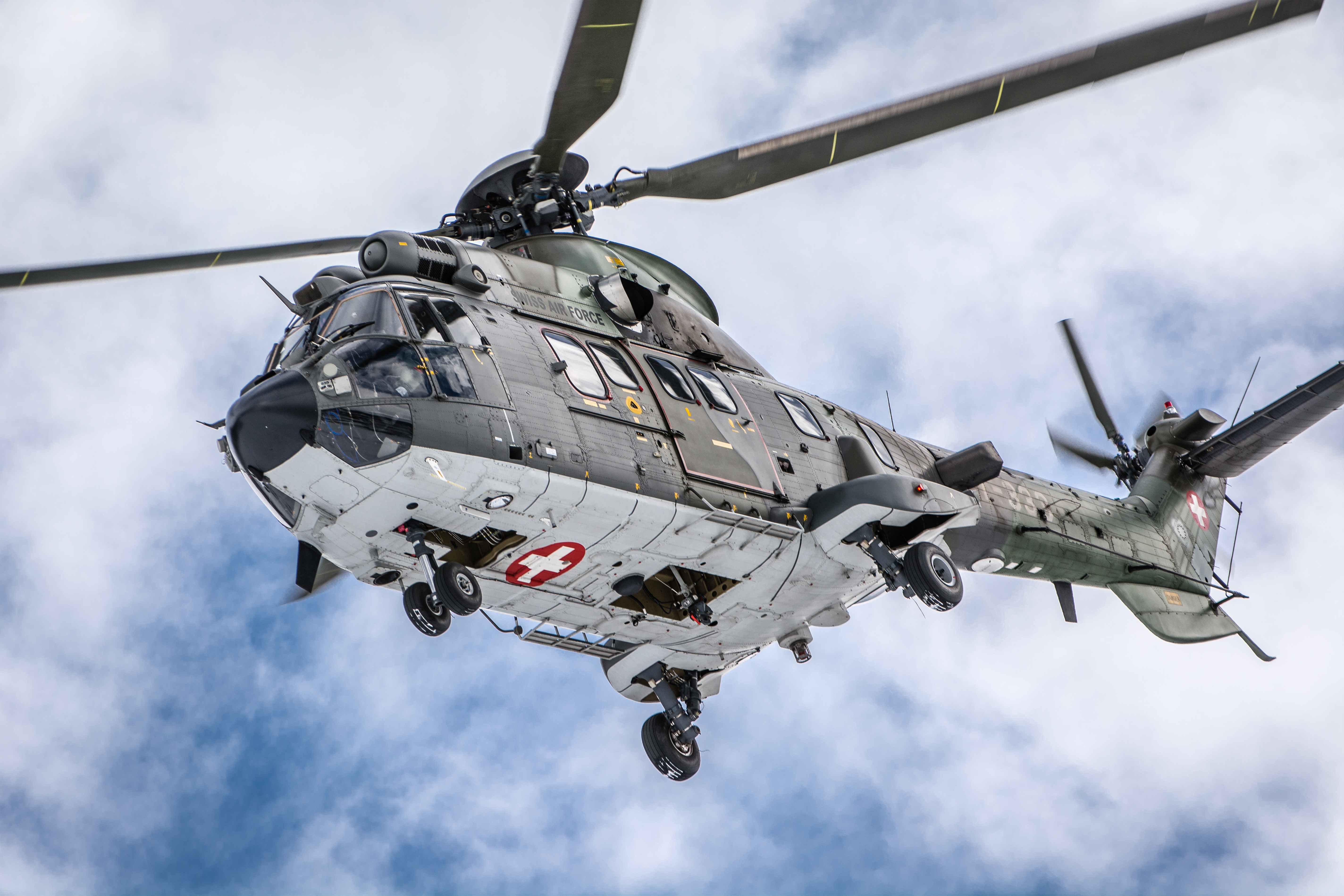
Eurocopter AS532UL Cougar Mk1 ВВС Швейцарии в полёте

Представленный в 1992 году, этот вариант вертолёта является самым длинным в семействе Puma/Cougar. Транспортный самолет тактико-логистического назначения, способный перевозить 29 человек или 12 носилок или 5 тонн груза на внешней подвеске. Оснащен улучшенным 4-лопастным рулевым винтом и двигательными установками Turbomeca Malika 1A2 мощностью 2 100 л.с. каждая. Оснащенный 4-осевым автопилотом, этот вертолёт в первую очередь предназначен для поиска и спасения на вражеской территории.
AS532 Cougar Mk II A2
Вооруженный вариант Mk II U2, который может комплектоваться либо 20мм автоматической пушкой либо крупнокалиберным пулеметом, установленным на боковой турели.
AS532 Cougar Mk II A2 RESCO
Вариант вертолёта Mk II A2, оптимизированный для поисково-спасательных операций.
Atlas TP-1 Oryx
Южноафриканская версия Coguar с турбовальными двигателями Topaz (южноафриканская версия турбовального двигателя Makila). Прототип впервые поднялся в воздух 14 мая 1996 года. Построен 51 экземпляр (серия бортовых номеров - 1200/1250) для ВВС ЮАР. Он несет 900 кг полезной нагрузки на 300 км, т.е., например, 5 спецназовцев и их снаряжение.

## Версия Horizon
Cougar Horizon (Вертолет радиолокационного наблюдения и наблюдения за местностью) — вертолёт предназначенный для Сил авиации французской армии, оснащённый радаром наблюдения за полем боя для оперативной разведки. РЛС Target компании Thales работает в многорежимном инфракрасном диапазоне с индикацией движущихся целей в качестве основного режима. Его дальность обнаружения целей оценивается примерно в 160 километров, с разрешением 10 метров и скоростью цели от 8 до 280 км/ч.
Четыре машины получили это оборудование и находились на вооружении с 1997 года в составе 1-го маневренного вертолетного батальона «Фальсбур» (входящего в состав 4-го командно-маневренного вертолетного полка «Эссей-ле-Нанси»).
Четыре Cougar Horizon  (3 в 2003 году) сформировали отдельную эскадрилью наблюдения и контроля, которая была официально создана 1 июля 1999 года в составе 1-го вертолетного батальона в Фальсбуре. Получившие прозвище «4 мушкетера», они были официально названы «Атос» (No 2254), «Портос» (No 2298), «Арамис» (No 2427) и «д'Артаньян» (No 2430), эскадрилья была расформирована 13 июня 2007 года.
Все четыре вертолёта находятся на консервации с 2008 года из-за отсутствия финансирования на их модернизацию.

## Версия HUS
Coguar HUS (Helicopter of Special Units - вертолет для подразделений специального назначения), также известный сегодня как Airbus Helicopters H225M Caracal, поступил на вооружение французской армии в 2008 году в составе Командования сил специальных операции армии Франции и ВКС Франции. К концу 2013 года в войска были поставлены 19 единиц.
Дальность полета была увеличена, так как он вмещает 3560 литров топлива (в дополнение к 900-литровому сбрасываемому подвесному баку, который может быть добавлен к фюзеляжу вертолёта в задней части). Он оснащен двумя 7,62-мм пулеметами, по одному с каждого борта для непосредственной защиты вертолёта.
Система из 3-х поплавков, установленных по бортам и спереди, обеспечивает плавучесть в случае приводнения, давая экипажу время на эвакуацию с борта воздушного суда и даже позволяя буксировать вертолет со скоростью в 4 узла.

## Операторы

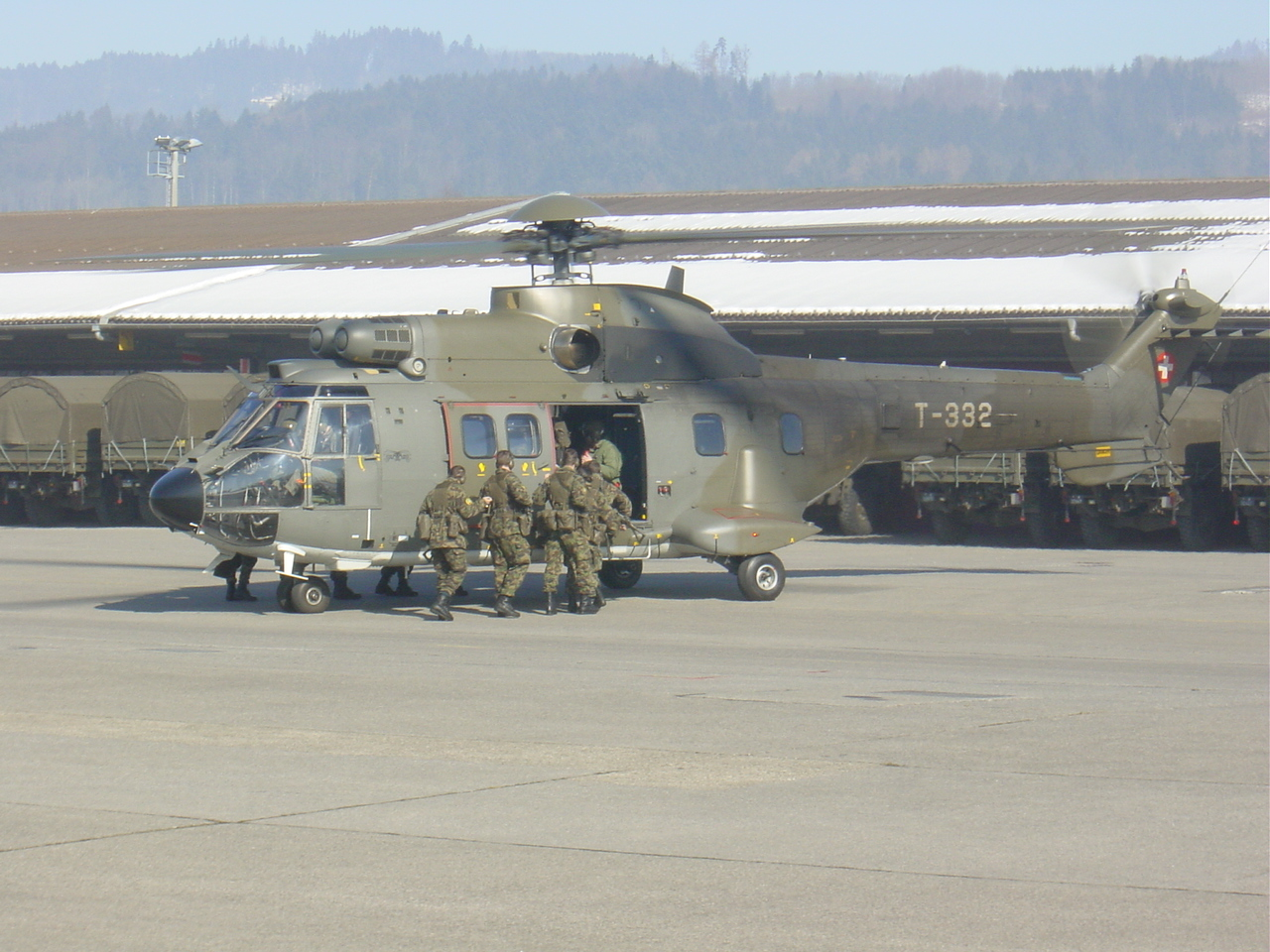
Военнослужащие Швейцарской армии при посадке на вертолет Coguar

Данные по операторам Airbus Helicopters H215M приведены по справочнику FlightGlobal 2019 World Air Forces
 Албания
- ВВС Албании

 Болгария
- ВВС Болгарии — 12 единиц.

 Боливия
- ВВС Боливии — После передачи в лизинг 2 AS.532AC Венесуэле в июне 2006 года, командование вооруженных сил в начале 2007 года договорилась о покупке двух идентичных вертолётов.

 Бразилия
- Сухопутные войска Бразилии — Армия получила 8 единиц Eurocopter AS.532U2 Cougar Mk II, собранных компанией Helibras в течение 2001 года. Получившие обозначение HM-3, они используются 4-й эскадрильей BatAvEx Conça de Manaus, отвечающей за наблюдение за границей Амазонки.

 Венесуэла
- ВВС Венесуэлы — Первый из 8-ми AS.332B1 (AS 532UL), предназначенных для замены вертолётов Alouette III авиационной группы специальных операций № 10, был поставлен в ноябре 1989 года в 102-ю эскадрилью. 2 из них предназначены для VIP-перевозок, 2 - для поисково-спасательных миссий, а остальные - для логистических и тактических миссий.

 Греция
- Береговая охрана Греции — Части Береговой охраны получили 4 вертолета AS.332C-1 в период с декабря 1999 года по май 2000 года. Они были приданы 358-й эскадрильи «Мира» в Элефсисе, для которой в феврале 2000 года было также заказано 4 единицы AS.532C-1 (с опционом на покупку двух AS.532UC).

 Испания
- ВВС Испании — 2 вертолёта AS.532AL поставлены в 402-ю эскадрилью. Планируется их замена на вертолёты NH90 в 2024 году[8].
- Аэромобильные войска Испании — 15 единиц AS.532UL, заказанные в феврале 1996 года.

 Малави
- Вооруженные силы Малави — 1 вертолет поставлен в авиационную эскадрилью вооруженных сил.

 Нидерланды
- Королевские ВВС Нидерландов — Первый из 17-ти AS.532U2 Cougar Mk II для тактической вертолётной группы (THG) ВВС Нидерландов был поставлен 31 мая 1996 года. Эти вертолёты, составлявшие 300-ю эскадрилью, дислоцировались либо в Зёстерберге, либо в Гильзе-Рийене на двухлетней ротации.

 Саудовская Аравия
- Королевские ВВС Саудовской Аравии — 12 единиц AS.532A2 были поставлены в 2000 году в 99-ю эскадрилью Аль-Хардж для проведения поисково-спасательных операций.

 Словения

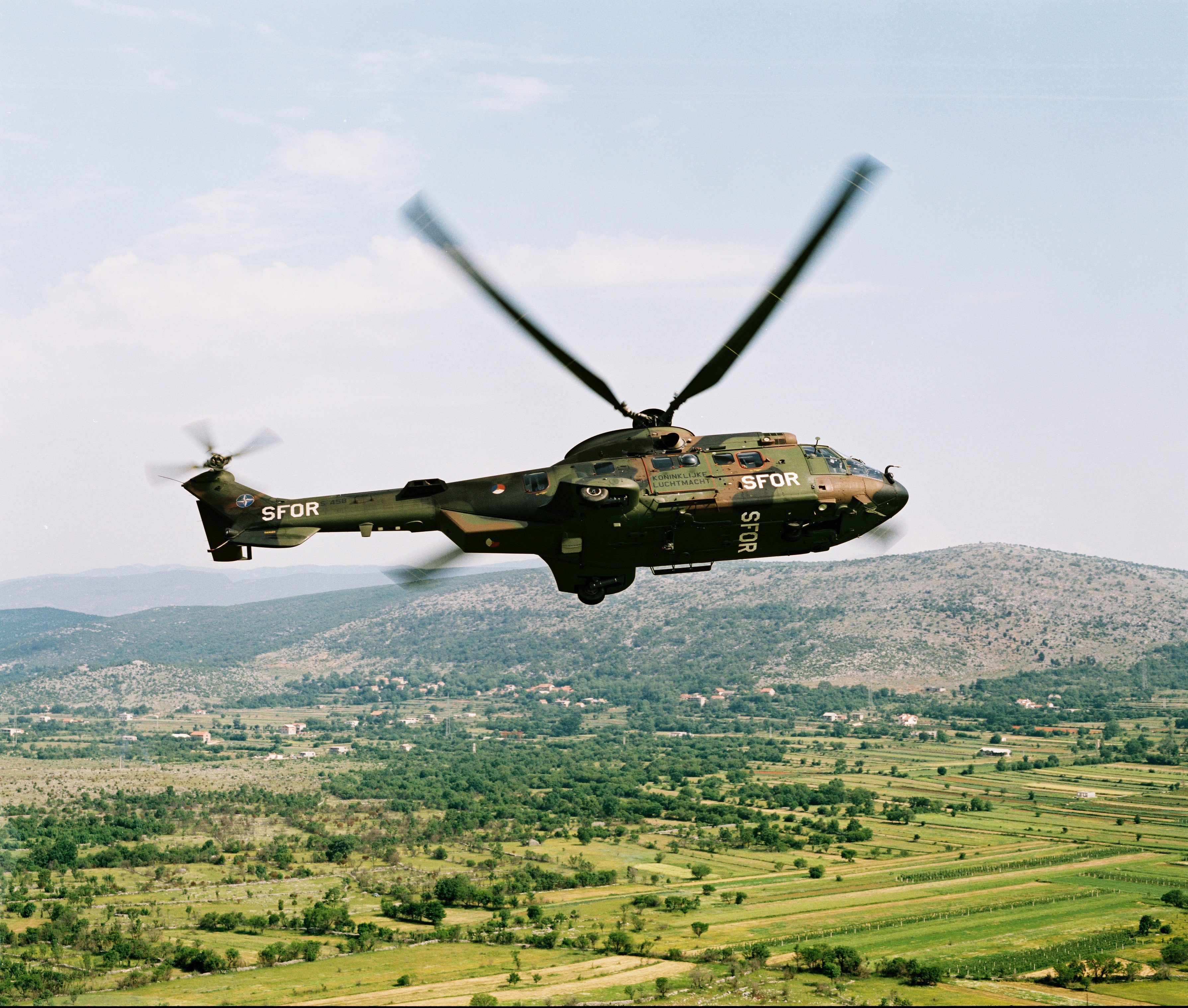
Cougar Королевских ВВС Нидерландов в составе контингента SFOR в 2001 году

- Cougar Королевских ВВС Нидерландов в составе контингента SFOR в 2001 году15-й полк армейской авиации Войска Словении — 4 вертолёта AS.532AL поставлены в течение 2003-2004 годов.

 Турция
- ВВС Турции — 6 единиц AS.532AL и 14 единиц AS.532UL.

 Франция
- ВКС Франции — 25 единиц в ВКС и армейской авиации на 2014 год, средний возраст которых составляет 23 года.
- Армейская авиация Франции — 25 единиц в ВКС и армейской авиации на 2014 год, средний возраст которых составляет 23 года.

 Швейцария
- ВВС Швейцарии - 10 единиц, поставленных в 2002 году.

## Тактико-технические характеристики
Приведенные характеристики соответствуют модификации AS 532 AC
Источник данных: Jane's 

Технические характеристики
- Экипаж: 2-3 человека
- Пассажировместимость: 21-25 солдат (в зависимости от модификации)
- Грузоподъёмность: 4 500 кг
- Длина: 18,7 м
- Длина фюзеляжа: 15,53 м (с хвостовым винтом)
- Диаметр несущего винта: 15,6 м
- Диаметр рулевого винта: 3,05 м
- Максимальная ширина фюзеляжа: 2,0 м
- Высота: 4,92 м
- Площадь, ометаемая несущим винтом: 191,13 м²
- База шасси: 4,49 м
- Колея шасси: 3,0 м
- Масса пустого: 4 330 кг
- Максимальная взлётная масса: 9 000 кг
  - с подвесным грузом: 9 350 кг
- Объём топливных баков: 1 479 л
- Силовая установка: 2 × {{{тип двигателей}}} турбовальные французские двигатели Turbomeca Makila 1A1
- Мощность двигателей: 2 × 1 820 л.с. (2 × 1 357 кВт)Габариты грузовой кабины
- Длина: 6,05 м
- Ширина: 1,8 м
- Высота: 1,55 м
- Площадь кабины: 7,8 м²
- Полезный объём: 11,4 м³

Лётные характеристики
- Максимально допустимая скорость: 278 км/ч
- Крейсерская скорость: 257 км/ч
- Практическая дальность: 618 км (без дополнительных баков)
- Практический потолок: 4 100 м
- Статический потолок:  
  - с использованием эффекта земли: 2 800 м
  - без использования эффекта земли: 1 650 м
- Скороподъёмность: 7 м/с
- Нагрузка на диск: 48,9 кг/м² (с подвесным грузом)
- Тяговооружённость: 248/239 Вт/кг (4,03/4,18 кг/кВт) (при максимальной взлётной массе без подвески/с подвеской)

Вооружение
- Стрелково-пушечное:  
  - 2× 20 мм пушки или
  - 2× 7,62 мм пулемёта
- Боевая нагрузка:  
  - 2× блока 68 мм НАР или
  - 2× ПКР AM 39 Exocet (вариант ВМС) или
  - 2× торпеды (вариант ВМС)

## Происшествия и инциденты

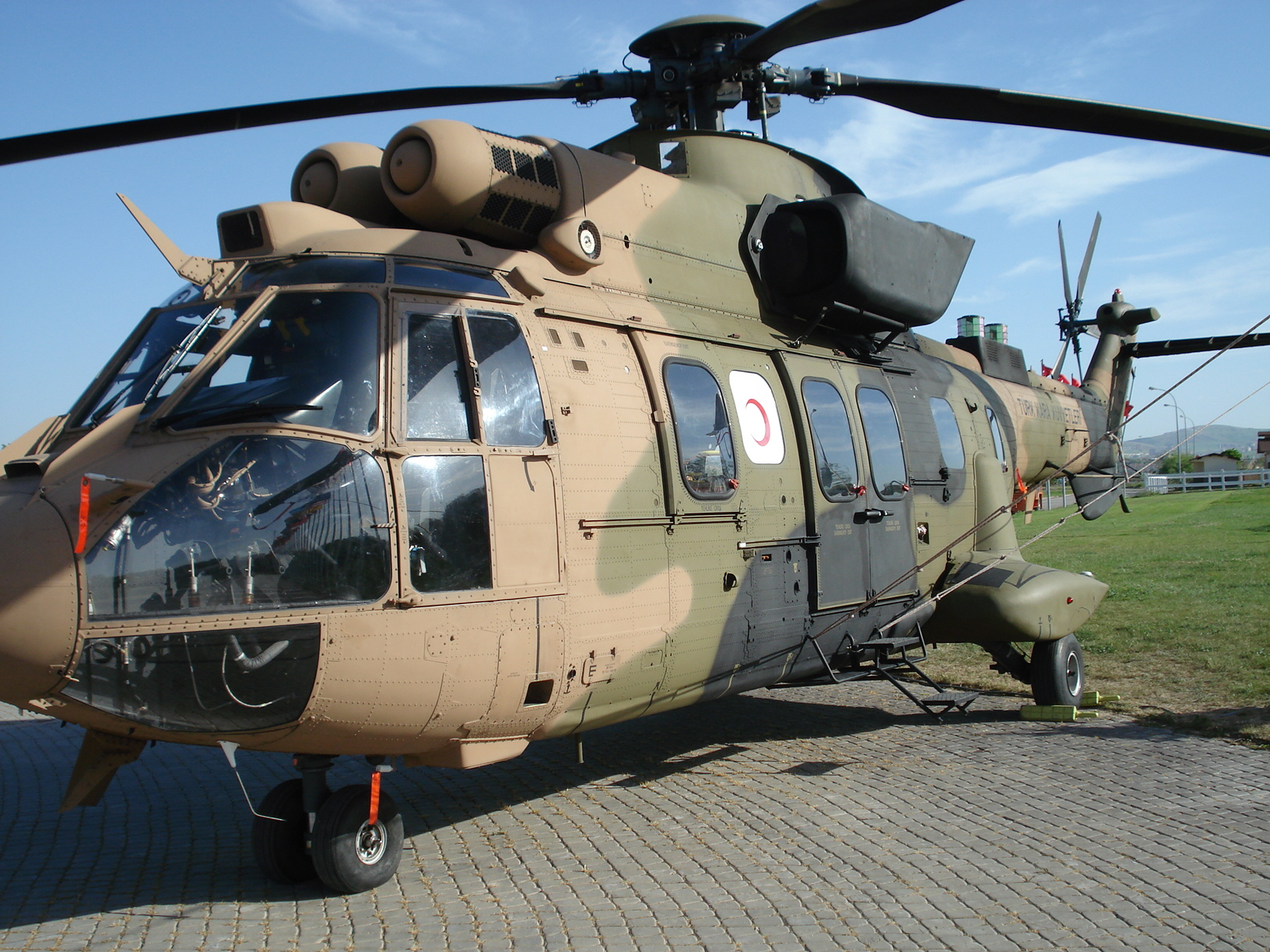
В катастрофах с AS532 Couguar, принадлежащих Вооруженным силам Турции, в разные годы погибло 39 человек

- В катастрофах с AS532 Couguar, принадлежащих Вооруженным силам Турции, в разные годы погибло 39 человек4 июня 1997 года 11 турецких военнослужащих погибли в результате сбития вертолета Coguar из ПЗРК 9К32 «Стрела-2» во время операции против Рабочей партии Курдистана в районе Запа, недалеко от границы Турции с Ираком[10].
- 29 апреля 2003 года четверо турецких военнослужащих погибли, когда вертолет Cougar врезался в линию электропередачи во время тренировочного полета в Ыспарте, Турция[11].
- 25 июля 2012 года вертолёт Eurocopter AS 532, принадлежавший компании-производителю Eurocopter, разбился на юге Франции во время испытательного полета. В результате катастрофы погибли шесть человек все сотрудники компании. Рядом с местом крушения находились около десятка туристов, однако они не пострадали - лишь один из них получил легкую травму. По одной из версий, вертолет мог задеть ЛЭП. Этот вертолёт предназначался для передачи Военно-воздушным силам Албании[12][13].
- 1 июня 2017 года 13 военнослужащих погибли в Турции, когда вертолет Cougar врезался в линии электропередачи вскоре после взлета с базы недалеко от границы Турции с Ираком[14].
- 25 ноября 2019 года французский ударный вертолет Eurocopter Tiger столкнулся с военно-транспортным вертолетом Eurocopter AS532 Cougar ночью на малой высоте во время вылета недалеко от города Менака на севере Мали. Вертолеты преследовали боевиков, передвигающихся на транспортных средствах, в частности,  мотоциклах после того, как наземные силы вызвали поддержку с воздуха. По неизвестным причинам два вертолета столкнулись и разбились, в результате чего погибли все 13 человек находившиеся в вертолётах[15][16].
- 15 апреля 2020 года во время учений разбился вертолет Cougar французской армии. В результате крушения двое военнослужащих на борту погибли, еще пятеро получили ранения[17].
- 4 марта 2021 года вертолет Cougar разбился во время полета в крайне сложных метеоусловиях на востоке Турции, в результате чего 11 военнослужащих на борту погибли и двое получили ранения. Среди жертв был генерал-лейтенант Осман Эрбас, высокопоставленный командир Сухопутных войск Турции. Девять пострадавших скончались на месте крушения, двое скончались от полученных травм в больнице[18].